# Ametallon amara
Ametallon amara är en stekelart som beskrevs av Christer Hansson 2004. Ametallon amara ingår i släktet Ametallon och familjen finglanssteklar.
Artens utbredningsområde är Costa Rica. Inga underarter finns listade i Catalogue of Life.